# Novum Nieuws
Novum Nieuws was een Nederlands persbureau. Het leverde nieuwsberichten in verschillende categorieën aan kranten, websites, radiostations en zakelijke afnemers, en was gevestigd in Amsterdam. In 2015 werd het overgenomen door het Algemeen Nederlands Persbureau (ANP).

## Achtergrond
Tekstberichten, foto's en video-items afkomstig van Novum waren te vinden op de websites van kranten en nieuwsmedia in Nederland en Vlaanderen, waaronder Trouw, Het Laatste Nieuws, De Morgen, NU.nl en Nieuws.nl.
De radiobulletins van Novum Nieuws waren te horen op lokale en regionale radiostations in Nederland, waaronder Radio Decibel en Arrow Classic Rock.

## Geschiedenis
Novum Nieuws werd in 2001 opgericht door Cameo Media (destijds huisproducent van SBS6) en MoneyView Nederland. Novum Nieuws werd begonnen door Thiemo de Lange, oud-medewerker van Cameo Media en inmiddels zelfstandig producent. Hij verliet het bedrijf begin 2002.
In 2007 nam Novum de Nederlandse redactie over van het Amerikaanse persbureau Associated Press (AP). Sindsdien was Novum ook de agent van AP voor het Nederlandse taalgebied. In Nederland maakten onder meer de GPD-kranten, Het Parool, NRC Handelsblad en de Volkskrant gebruik van AP-kopij.
In september 2009 nam Novum alle activiteiten van het Amsterdamse bedrijf ThreeSixty Entertainment over. ThreeSixty was leverancier van entertainmentcontent in Nederland en Vlaanderen. Het bedrijf bood een volledige redactie op het gebied van muziek-, film-, games- en celebritynieuws voor alle grote entertainmentstations in Nederland met meer dan 600 nieuwsberichten per maand.
Uit een onderzoek onder afnemers bleek begin 2008 dat deze Novum vooral als leverancier namen omdat het persbureau goedkoper en flexibeler was dan concurrent ANP. Wel scoorde het persbureau lager op het snel naar buiten brengen van nieuws en werden de berichten van Novum Nieuws als minder volledig beschouwd dan die van het ANP. Desalniettemin maakte NRC Handelsblad in december 2010 bekend dat het toch de overstap ging maken van ANP naar Novum.
In 2010 nam Novum fotoagentschap WFA over. Ook had het bedrijf inmiddels een directe relatie met Reuters, naast Associated Press.
Na de klanten van het eerste uur, voornamelijk websites en radiozenders, waren Trouw, Elsevier, De Pers en DAG de eerste printtitels die met Novum in zee gingen. Daar kwamen in 2011 NRC Handelsblad en nrc.next bij, en later ook het gratis dagblad Metro.

## Inbraak op de ANP-server
In oktober 2004 werd door het ANP een kort geding aangespannen tegen Novum in verband met het zonder toestemming inzien van informatie uit artikelen van de ANP-nieuwsdatabase (de Artos Nieuwsserver). Dit was gebeurd met behulp van valse toegangscodes. De aldus verkregen informatie werd zonder toestemming gebruikt in artikelen. Op 11 november 2004 oordeelde de voorzieningenrechter dat Novum hiermee moest stoppen. De rechter veroordeelde het bedrijf tot betaling van een voorschot van 50.000 euro voor de geleden schade en het plaatsen van een rectificatie op zijn website.
In het hoger beroep in 2005 werd deze uitspraak verworpen wegens onvoldoende bewijs. Het ANP spande daarop tegen Novum Nieuws een bodemprocedure aan, waarna de rechtbank in november 2008 het ANP in het gelijk stelde. Het Openbaar Ministerie ging over tot vervolging wegens computervredebreuk, waarop de rechtbank Novum Nieuws in januari 2008 veroordeelde tot een boete van 4000 euro, waarvan 2000 voorwaardelijk, met een proeftijd van 2 jaar. Novum ging tegen deze uitspraak in hoger beroep; later dat jaar oordeelde de rechter dat Novum 50.000 euro schadevergoeding moest betalen aan ANP.

## Overname door ANP
Novum Nieuws is per 1 januari 2015 overgenomen door het ANP. Hierbij zijn 37 van de 52 banen verloren gegaan.